# Tassis Christoyannis

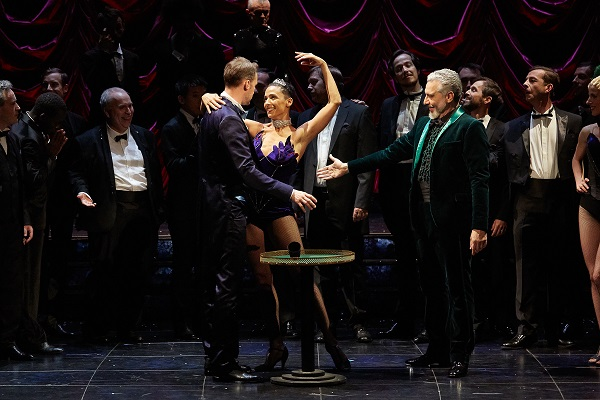
Tassis Christoyannis (rechts in grün) bei einer Aufführung der Oper Le timbre d'argent von Camille Saint-Saëns in der Opéra-Comique 2017

Tassis Christoyannis, griechisch Τάσσης Χριστογιάννης, (geboren 1967 in Athen) ist ein griechischer Opernsänger (Bariton).

## Leben
Tassis Christoyannis spielt seit seinem neunten Lebensjahr Klavier. Mit 17 Jahren begann er sein Studium des Gesanges sowie von Komposition und Dirigieren am Konservatorium von Athen. 1993 studierte er bei Aldo Protti, 1995 gewann er den „First Honorary Mention“ beim Maria Callas International Singing Competition.
Von 1995 bis 1999 war er Ensemble-Mitglied der Nationaloper Athen, dort sang er unter anderem den Papageno (Die Zauberflöte), den Figaro (Il barbiere di Siviglia) und die Titelrolle in Eugen Onegin.
Im Jahr 2000 wechselte er an die Deutsche Oper am Rhein, dort blieb er bis 2007 und sang wichtige Hauptrollen seines Faches zu, so Enrico in Lucia di Lammermoor, Dandini in La Cenerentola und Rodrique in Don Carlos.
Dazu sang und singt er an wichtigen Opernhäusern Europas, wie an der Wiener Staatsoper, an der Nationaloper in Paris, an der Staatsoper Berlin, in Brüssel, Strassburg, Budapest, Amsterdam und auch beim Glyndebourne Festival.

## Opernrollen (Auswahl)
- Belcore in L’elisir d’amore
- Don Carlos in Ernani
- Papageno in der Zauberflöte
- Conte di Luna in Il trovatore
- Figaro in Il barbiere di Siviglia
- Guglielmo in Così fan tutte
- Die Titelrolle in Eugen Onegin
- Danaus in Les Danaïdes
- Die Titelrolle in Don Giovanni
- Die Titelrolle in Verdis Macbeth

## Aufnahmen
- Fernand de La Tombelle: Mélodies, Aparté, 2017.
- Camille Saint-Saëns: Mélodies avec orchestre, Aparté, 2017.
- Camille Saint-Saëns: Mélodies, Aparté, 2016.
- Benjamin Godard: Mélodies, Aparté, 2016.
- Édouard Lalo: Mélodies, Aparté, 2015.
- Félicien David: Mélodies. Aparté, 2014.
- François-Joseph Gossec: Thésée. Ricercar, 2013.
- Glyndebourne – Comedy & Tragedy. OpusArte, 2012.
- Giuseppe Verdi: Falstaff. OpusArte, 2010, DVD.
- Georg Friedrich Händel: Giulio Cesare in Egitto. MDG, 2010.
- Georg Friedrich Händel: Tamerlano. MDG, 2006.